# هاکلبری فین (فیلم ۱۹۷۴)
هاکلبری فین (به انگلیسی: Huckleberry Finn) یک فیلم آمریکایی از داستان‌های هاکلبری فین در ژانر موزیکال محصول سال ۱۹۷۴ از مارک توین خالق کتاب ماجراهای هاکلبری فین می‌باشد.
. 

## بازیگران
- جف ایست ... هاکلبری فین[۲]
- پل وینفیلد ... جیم[۳]
- هاروی کورمن ... پادشاه[۴]
- دیوید وین ... دوک
- آرتور اوکانل ... سرهنگ گرانگرفورد
- گری مریل ... پاپ

## مکانهای فیلمبرداری
مانند تام ساایر ، این فیلم در لوپاس، میزوری فیلمبرداری شد. همچنین در نچیز، میسیسیپی هم فیلمبرداری شد. 